# Baszketán
A baszketán többgyűrűs alkán, összegképlete C10H12. Nevét a kosár alakjához hasonló szerkezetéről kapta (angolul basket = kosár). A baszketánt elsőként 1966-ban szintetizálta egymástól függetlenül Masamune, valamint Dauben és Whalen.

## Fordítás
Ez a szócikk részben vagy egészben a Basketane című angol Wikipédia-szócikk ezen változatának fordításán alapul.  Az eredeti cikk szerkesztőit annak laptörténete sorolja fel. Ez a jelzés csupán a megfogalmazás eredetét és a szerzői jogokat jelzi, nem szolgál a cikkben szereplő információk forrásmegjelöléseként.